# XVII Cumbre de la Alianza del Pacífico
La XVII Cumbre de la Alianza del Pacífico se realizará en Lima, Perú. La cumbre estaba programada para realizarse el 25 de noviembre de 2022 en Ciudad de México, México. Luego se cambió la fecha para el 14 de diciembre del mismo año. Es cambio sucedió tras la destitución de Pedro Castillo por el Intento de autogolpe de Estado de Perú de 2022 lo que provocó en su momento una crisis en la alianza la cual se ha ido suavizando y normalizado . 
Se esperaba la presencia de los presidentes de México, Andrés Manuel López Obrador; de Chile, Gabriel Boric; de Colombia, Gustavo Petro; de Costa Rica, Rodrigo Chaves; de Ecuador, Daniel Noboa y la presidenta de Perú Dina Boluarte. Se espera que también asistan a la cumbre como invitados de honor el presidente de Argentina, Javier Milei y el presidente de Brasil, Luiz Inácio Lula da Silva, en la cumbre se trataran temas como la incorporación de Costa Rica y Ecuador a la Alianza como Miembros oficiales, acercamiento entre la Alianza del Pacífico y el Mercosur, Integración Latinoamericana, Fortalecimiento de la CELAC y Coordinación de políticas comunes en el hemisferio.

## Presidentes

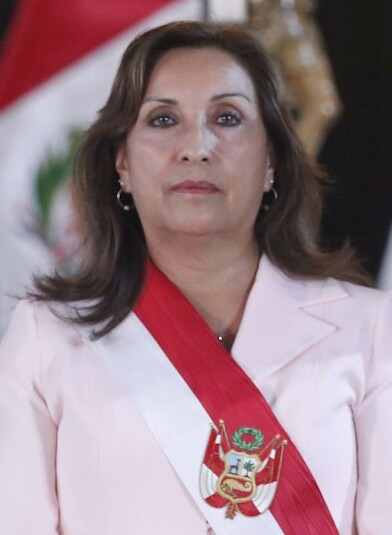
Presidenta del Perú Dina Boluarte
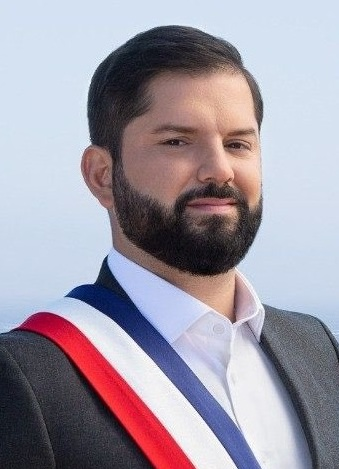
Presidente de Chile Gabriel Boric
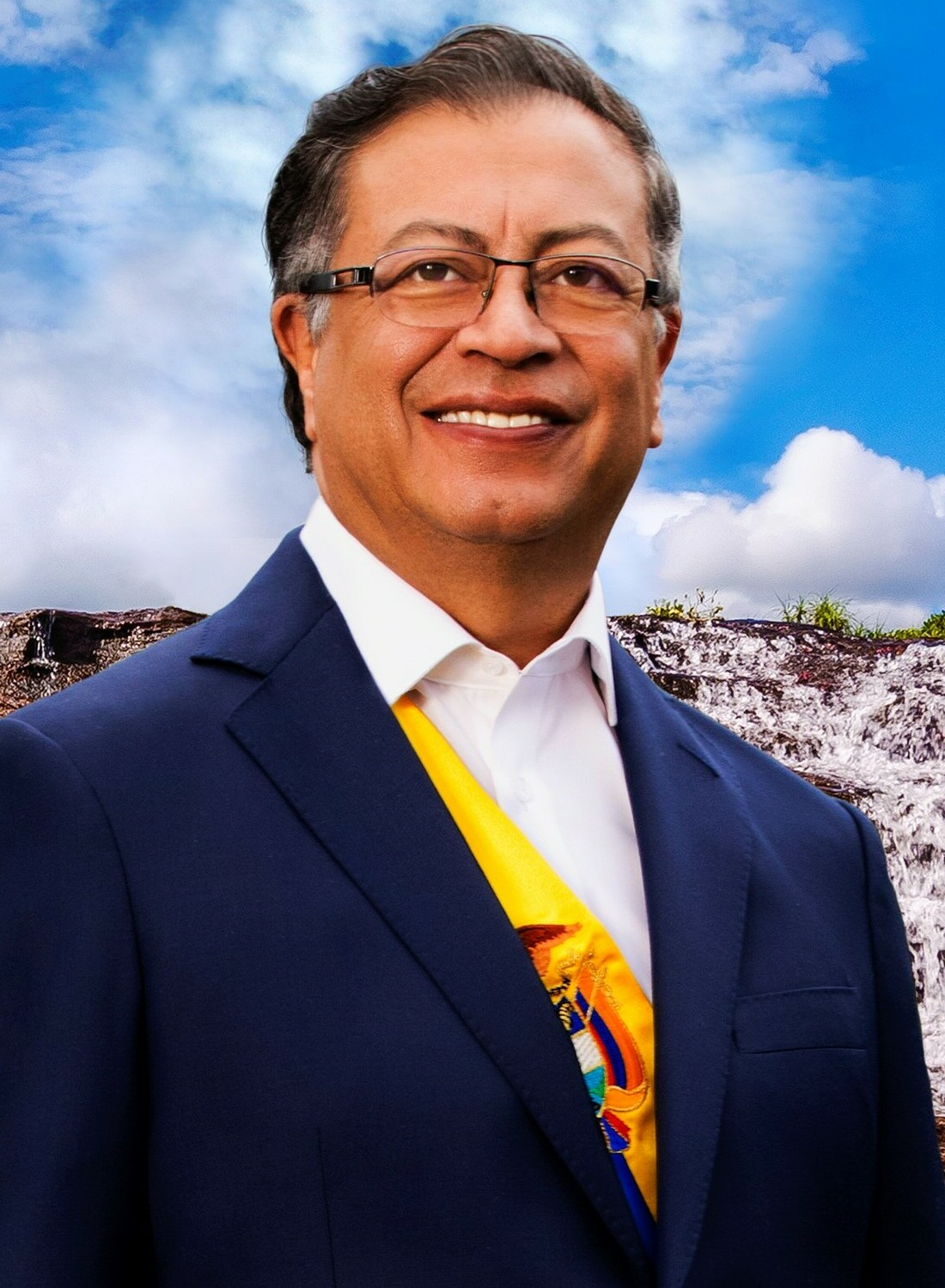
Presidente de Colombia Gustavo Petro
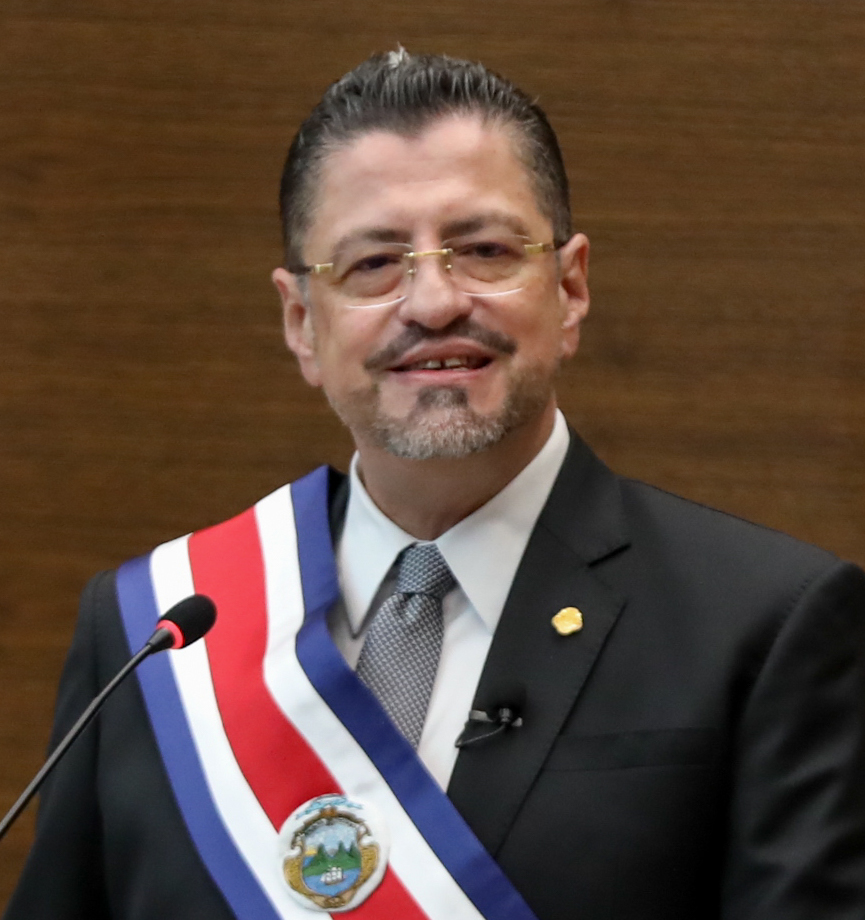
Presidente de Costa Rica Rodrigo Chaves
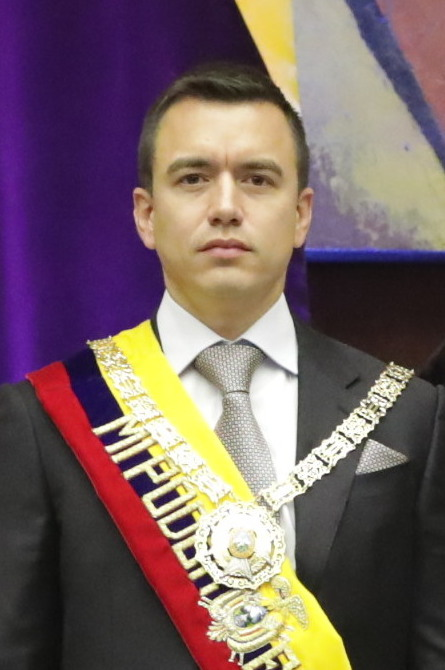
Presidente de Ecuador Daniel Noboa
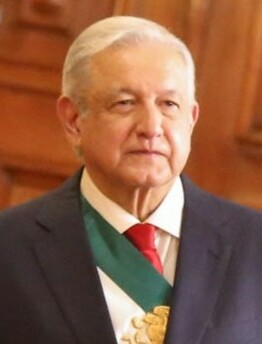
Presidente de México Andrés Manuel López Obrador

## Invitados

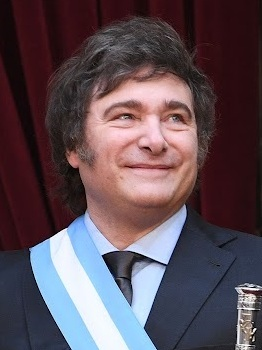
Presidente de Argentina Javier Milei
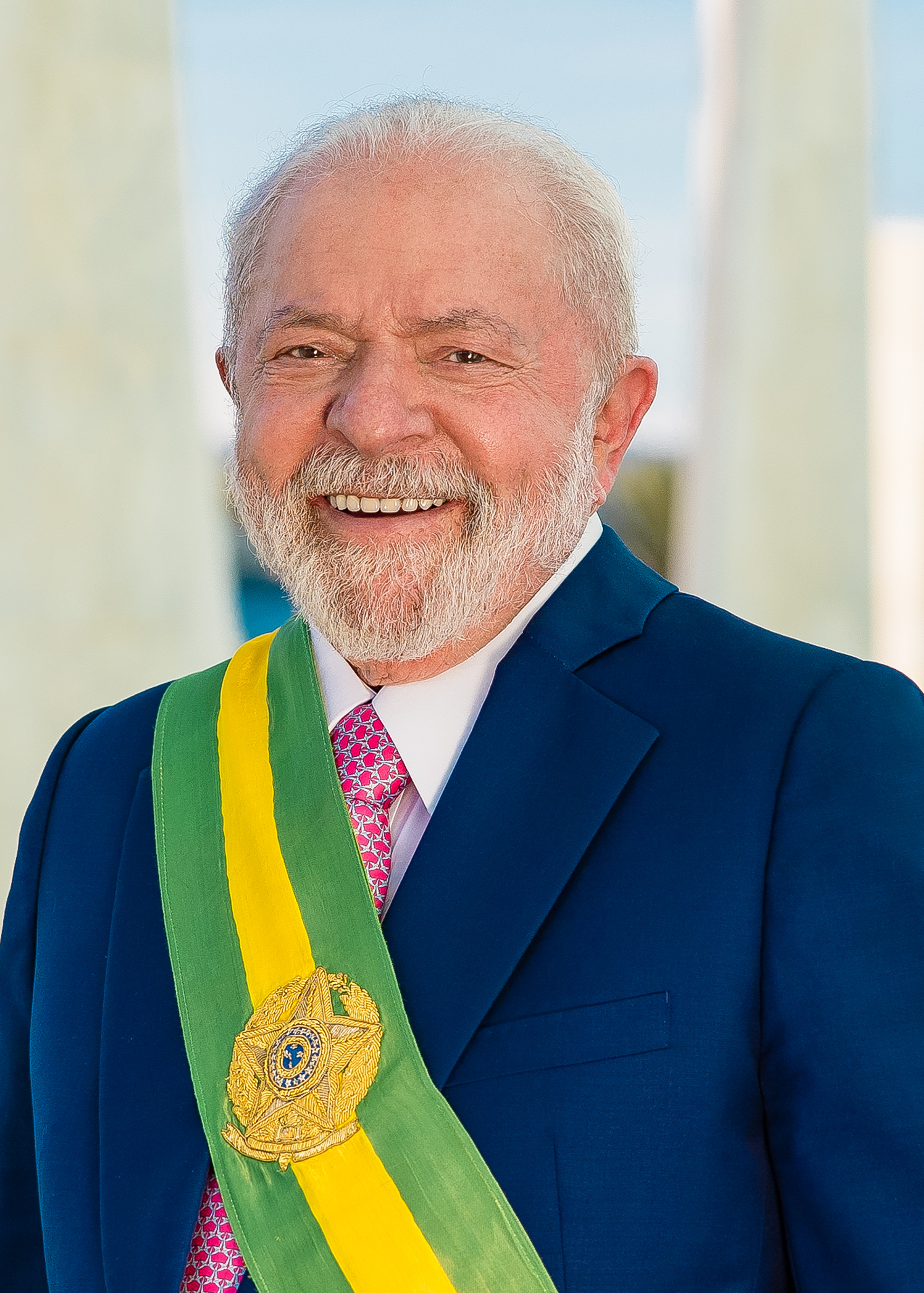
Presidente de Brasil Luiz Inácio Lula da Silva